# Florian Lipowitz
Florian Lipowitz, né le 21 septembre 2000 à Laichingen, est un coureur cycliste allemand  performant particulièrement lors des courses à étapes. Il fait partie de l'équipe Red Bull-Bora-Hansgrohe.

## Biographie
Florian Lipowitz pratique le biathlon dans les catégories de jeune depuis qu'il a huit ans. Dans un premier temps, il se sert du vélo pour s'entraîner l'été. Après une blessure au genou, il doit augmenter son volume d'entrainement sur vélo et rencontre Dan Lorang, le directeur de la performance de l'équipe cycliste Bora-Hansgrohe. Après des tests, il rejoint l'équipe continentale autrichienne Tirol-KTM en 2020 et abandonne le biathlon.
En 2021, lors de l'Adriatica Ionica Race, il termine treizième au classement général et quatrième au classement des jeunes,. Dans la foulée, il se classe cinquième du Tour du Val d'Aoste, puis quatorzième du Tour de l'Avenir en août.

### Red Bull-Bora-Hansgrohe (depuis 2022)

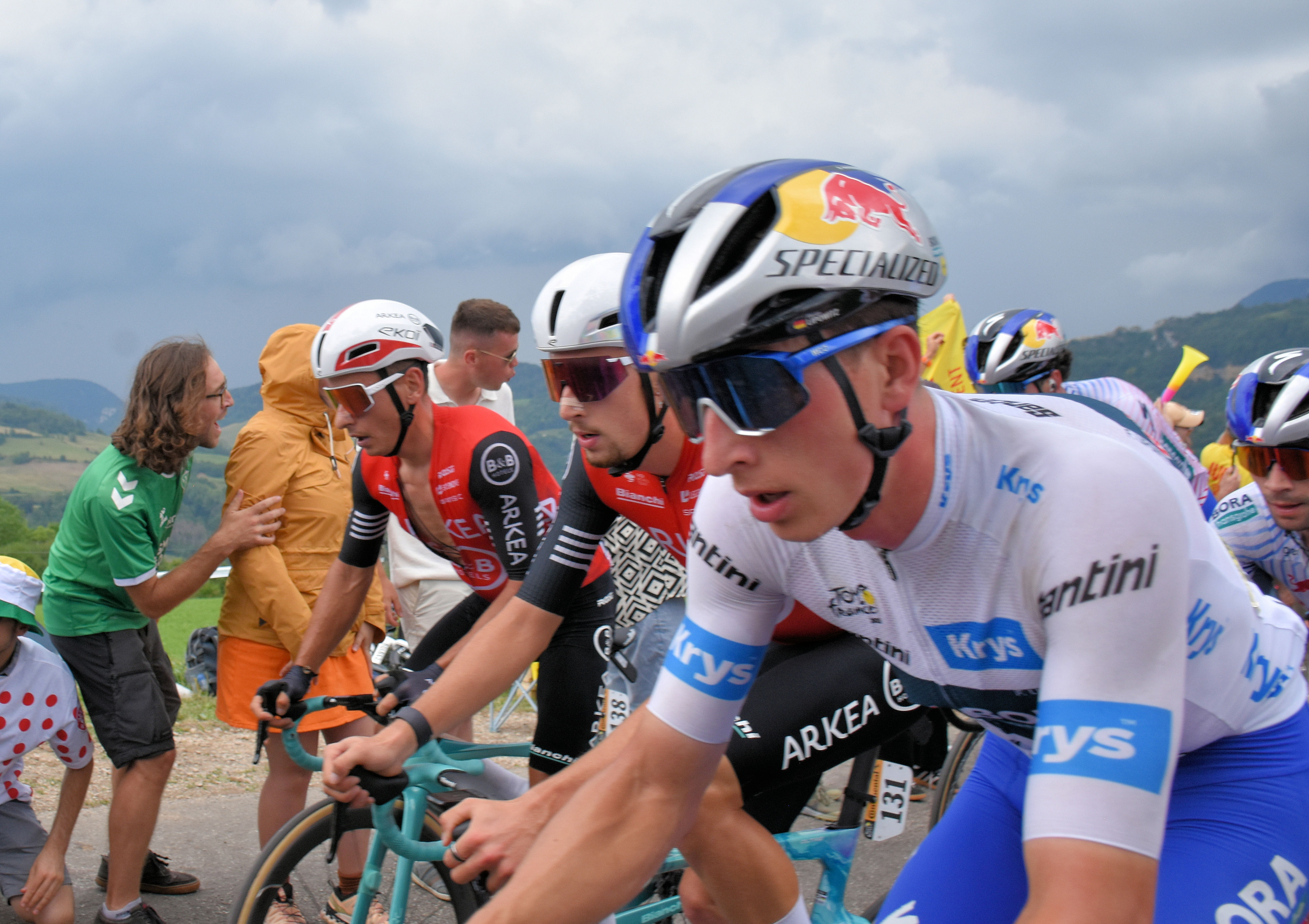
Florian Lipowitz 3e du Tour de France 2025 et Maillot blanc

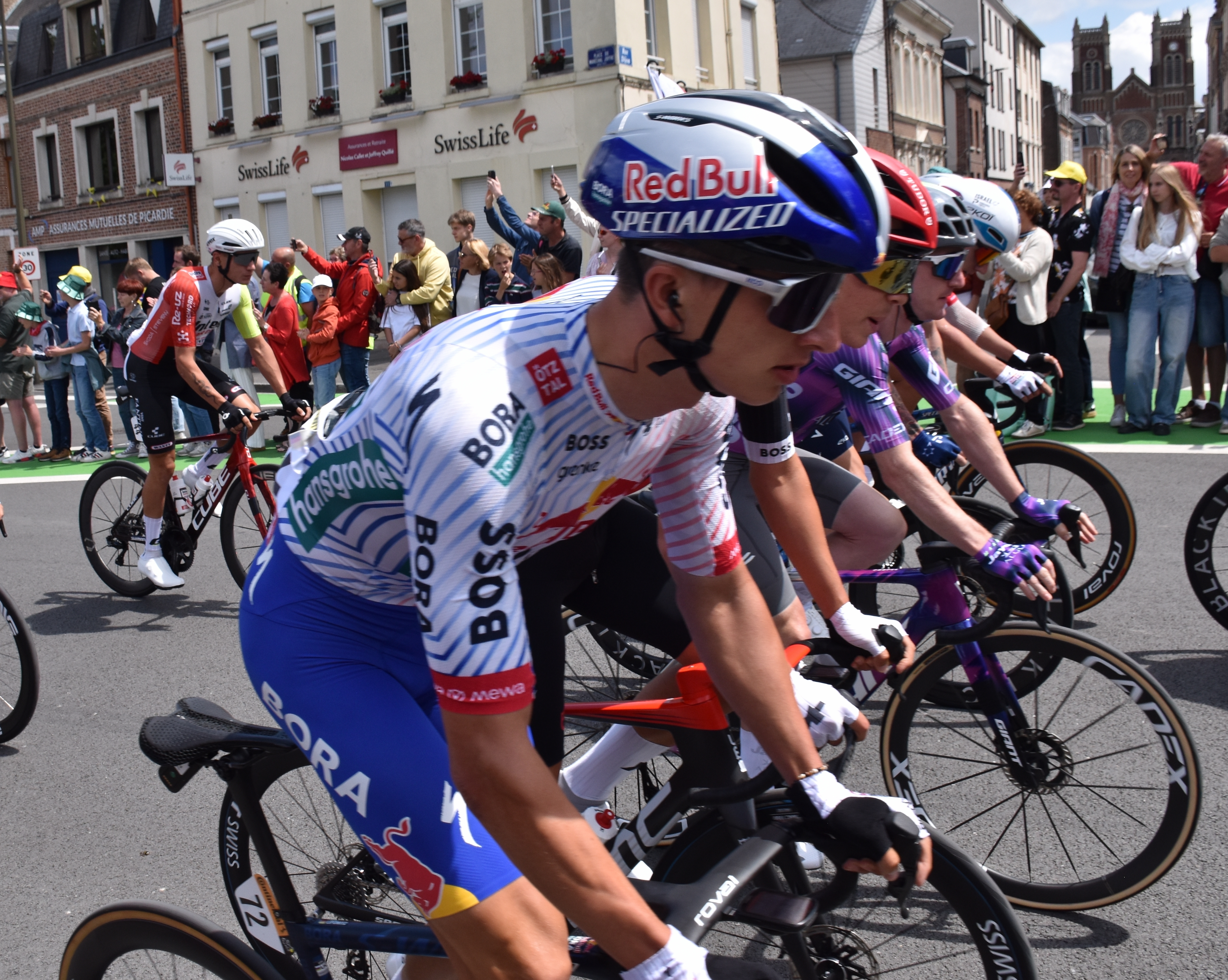
Florian Lipowitz #72- Tour de France 2025

Le 27 juillet 2022, il est annoncé que Lipowitz rejoindra l'UCI WorldTeam Bora-Hansgrohe en 2023 pour un contrat de deux ans. Il est également pris comme stagiaire pour la fin de saison 2022,. Le 16 août, il obtient le meilleur résultat de sa saison en terminant huitième du GP Capodarco.

#### 2023
Le 28 juillet 2023, il remporte sa première victoire chez les professionnels en gagnant légèrement détaché la 2e étape du Czech Tour, le Tour de Tchéquie, à Pustevny. À l'issue de ce tour, il s'adjuge le maillot de leader du classement général avec plus de 2 minutes d'avance sur le deuxième ainsi que celui du classement par points. En octobre, il se classe quatrième du classement général du Tour de Turquie.

#### 2024:7ede laVuelta
Après un Tour de Catalogne 2024 au service d'Aleksandr Vlasov, il performe en avril au Tour de Romandie : il se classe deuxième de la 4e étape avec arrivée au sommet à Leysin, battu par Richard Carapaz dans un sprint à deux, et termine cette compétition à la troisième place du classement général, à 9 secondes du vainqueur Carlos Rodríguez, son premier podium final d'une course de l'UCI World Tour. Après un abandon au Giro (malade et non partant à la 6e étape), il remporte en juillet le classement général du Sibiu Cycling Tour. Le mois suivant, il participe à sa première Vuelta comme équipier de Primož Roglič, vainqueur de cette compétition, et y réalise d'emblée une encourageante septième place au classement général, se classant par ailleurs deuxième du classement du meilleur jeune derrière Mattias Skjelmose. Il termine trois fois dans le top 10 de trois étapes dont une troisième place lors de 6e étape à Yunquera, son premier podium sur une étape de Grand Tour.

#### 2025:2ede Paris-Nice,3edu Dauphiné,3eet maillot blanc du Tour
En mars 2025, il se classe à la deuxième place du classement général de Paris-Nice, terminant à 1 min 15 sec du vainqueur Matteo Jorgenson, et remporte le maillot blanc du meilleur jeune. En juin, il se classe à la 3e place du Critérium du Dauphiné derrière le tandem Pogačar-Vingegaard, terminant quatre étapes dans le top 5 dont deux podiums et le gain du maillot blanc de meilleur jeune devant Remco Evenepoel. 
Il participe à son premier Tour de France, pointé parmi les favoris pour le maillot blanc du meilleur jeune. Lors de la 12e étape menant à Hautacam, il réussit une belle fin d'ascension et termine cette première étape pyrénéenne à la troisième place, revenant à peu de distance de Jonas Vingegaard. Dans la course au maillot blanc, il réalise le quatrième temps du chrono en côte de Peyragudes (13e étape) derrière Tadej Pogačar, Jonas Vingegaard et Primož Roglič et se rapproche à 6 secondes de Remco Evenepoel qui abandonne le lendemain. Classé cinquième de cette 14e étape à Luchon-Superbagnères, il revêt le maillot blanc qu'il conserve jusqu'à Paris.

## Palmarès
- 2023
  - Sazka Tour : 
    - Classement général
    - 2e étape
- 2024
  - Classement général du Sibiu Cycling Tour
  - 2e du championnat d'Allemagne sur route
  - 3e du Tour de Romandie
  - 7e du Tour d'Espagne
- 2025
  - 2e de Paris-Nice
  - 3e du Critérium du Dauphiné
  - 3e du Tour de France
  - 4e du Tour du Pays basque

## Résultats sur les grands tours

### Tour de France
1 participation
- 2025 : 3e et  vainqueur du classement du meilleur jeune

### Tour d'Italie
1 participation
- 2024 : non-partant (6e étape)

### Tour d'Espagne
1 participation
- 2024 : 7e

## Résultats sur les courses par étapes
Ce tableau présente les résultats de Florian Lipowitz sur les courses par étapes de l'UCI World Tour auxquelles il a participé.
| Légende | Légende | Légende | Légende     | Légende | Légende     | Légende | Légende              | Légende | Légende       |
| ------- | ------- | ------- | ----------- | ------- | ----------- | ------- | -------------------- | ------- | ------------- |
| AB      | Abandon | HD      | Hors-délais | NP      | Non-partant | -       | Pas de participation | ×       | Pas d'épreuve |

| Année | Paris-Nice | Tour du Pays basque | Tour de Catalogne | Tour de Romandie | Critérium du Dauphiné |
| ----- | ---------- | ------------------- | ----------------- | ---------------- | --------------------- |
| 2023  | -          | 75e                 | -                 | -                | -                     |
| 2024  | -          | -                   | 45e               | 3e               | -                     |
| 2025  | 2e         | 4e                  | -                 | -                | 3e                    |

## Classements mondiaux
| Année                                 | 2021  | 2022  | 2023 | 2024 |
| ------------------------------------- | ----- | ----- | ---- | ---- |
| Classement mondial                    | 1271e | 2217e | 329e | 56e  |
| UCI Europe Tour                       | 913e  | 1395e | nc   | 47e  |
|                                       |       |       |      |      |
| Légende : nc = non classéSource : UCI |       |       |      |      |